# Мухаммед ан-Насір
Мухаммед ан-Насір бін Ісхак (араб. الناصر محمد بن إسحاق; 17 січня 1680 – 23 серпня 1754) – імам Ємену, онук імама Ахмада аль-Магді. Правив у суперництві з іншими претендентами на імамат.